# ジュリアン・ラッセル・ストーリー

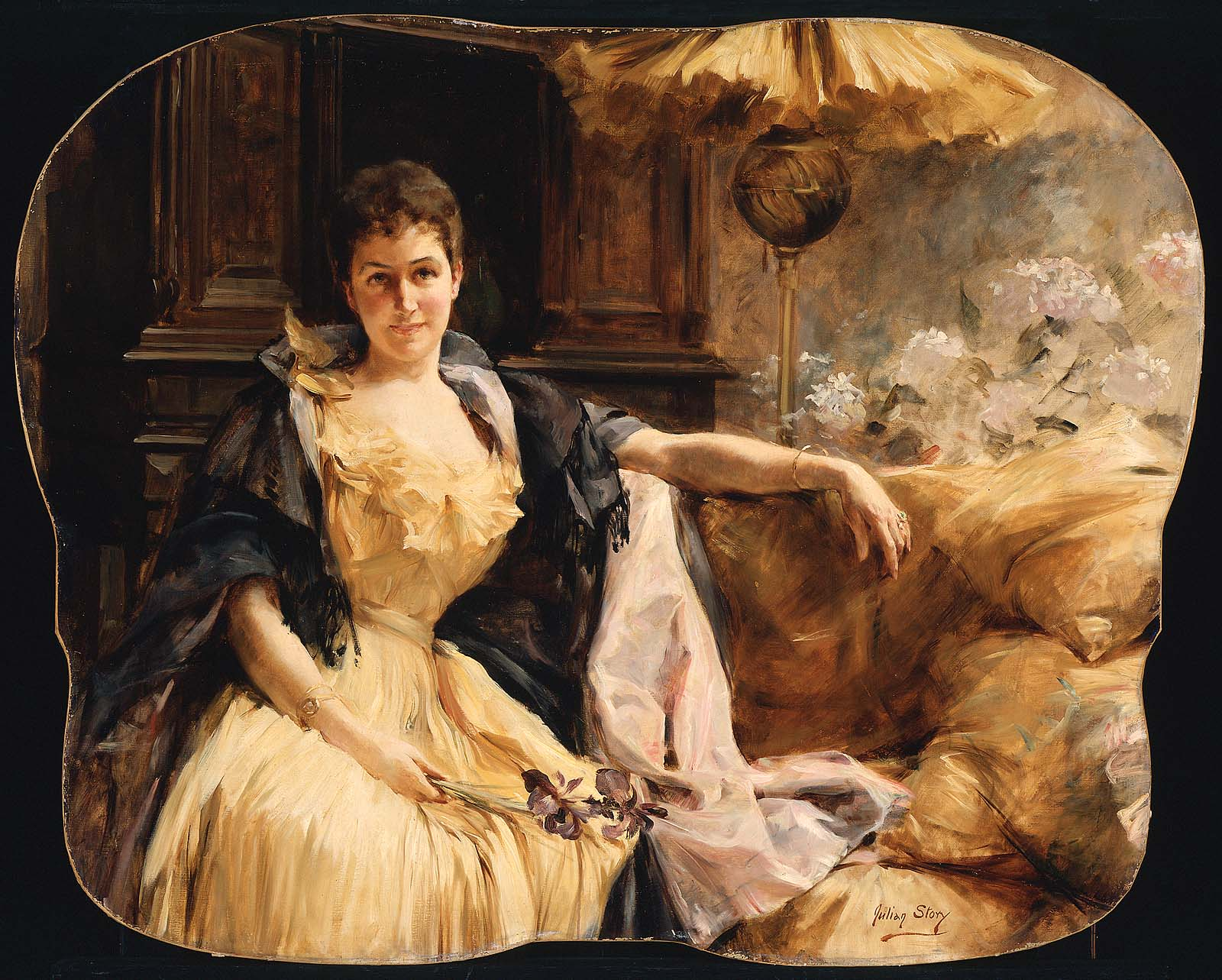
ジュリアン・ラッセル・ストーリー作、エンマ・イームズの肖像画 (1889)　ボストン美術館蔵

ジュリアン・ラッセル・ストーリー（Julian Russell Story、1857年9月8日 - 1919年2月24日）は、アメリカ人彫刻家を父親に持つ画家である。1902年にアメリカ合衆国に住むようになるまでヨーロッパで活動した。上流階級の人々の肖像画や歴史画を描いた。

## 略歴
イギリス、サリーのウォートン＝オン＝テムズ  (Walton-on-Thames) で生まれた。父親のウィリアム・ウェットモア・ストーリー（William Wetmore Story: 1819–1895) はアメリカ、マサチューセッツ州生まれの彫刻家でローマなどで制作活動をしていた。兄のトーマス・ウォルド・ストーリー（Thomas Waldo Story: 1854–1915）も彫刻家になった。
1879年にオックスフォード大学のブレーズノーズ・カレッジを卒業しただ後.、イタリアのベネツィアでアメリカ人画家のフランク・ドゥフェネク（1848-1919）に美術を学び、1881年からベネツィアで肖像画家として働き始めた。パリでも学び、アンリ・ジェルベクス（1852-1929）やフェルディナン・アンベール（1842-1934）といった画家の指導を受け、私立の美術学校、アカデミー・ジュリアンでジュール・ジョゼフ・ルフェーブル（1836-1911）に学んだ。
1891年にアメリカ人の有名なオペラ歌手エンマ・イームズ（Emma Eames: 1865–1952)と結婚し、イタリアとアメリカを行き来する生活を送り、1902年からフィラデルフィアに住むようになったが、1907年に離婚し後にエンマ・イームズはバリトン歌手のエミリオ・デ・ゴゴーザ（Emilio de Gogorza: 1872-1949）と再婚した。1906年にストーリーはナショナル・アカデミー・オブ・デザインの会員に選ばれた。
1909年、ストーリーは再婚するが、1919年にフィラデルフィアで61歳で亡くなった。再婚した妻との間の娘の一人はルーズベルト家の一員の海軍次官ヘンリー・ルーズベルトの息子と結婚した。

## 作品

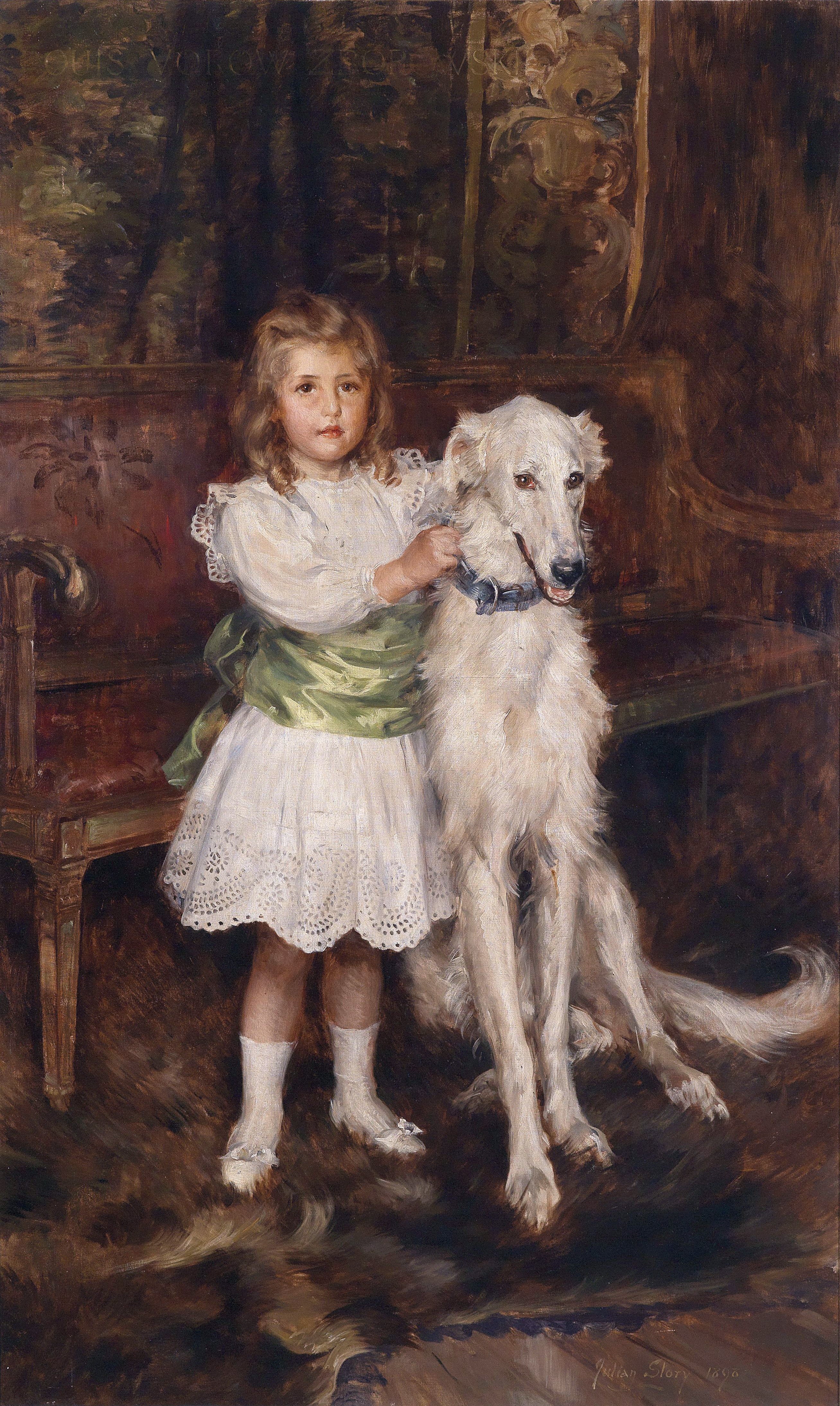
子供時代の自動車レーサー、ルイス・ズボロフスキの肖像画 (1898)
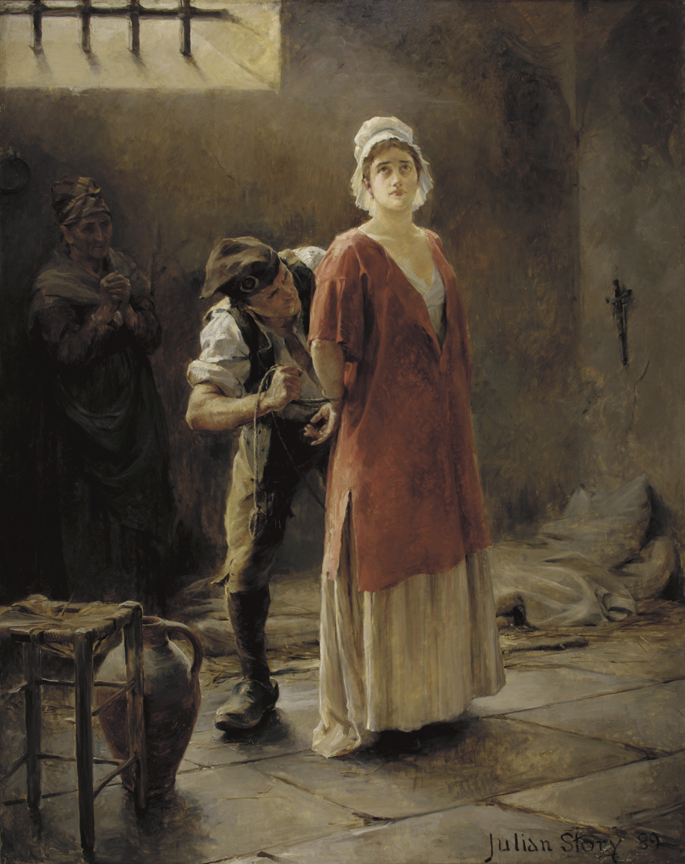
シャルロット・コルデー（フランス革命で処刑された女性）(1889)
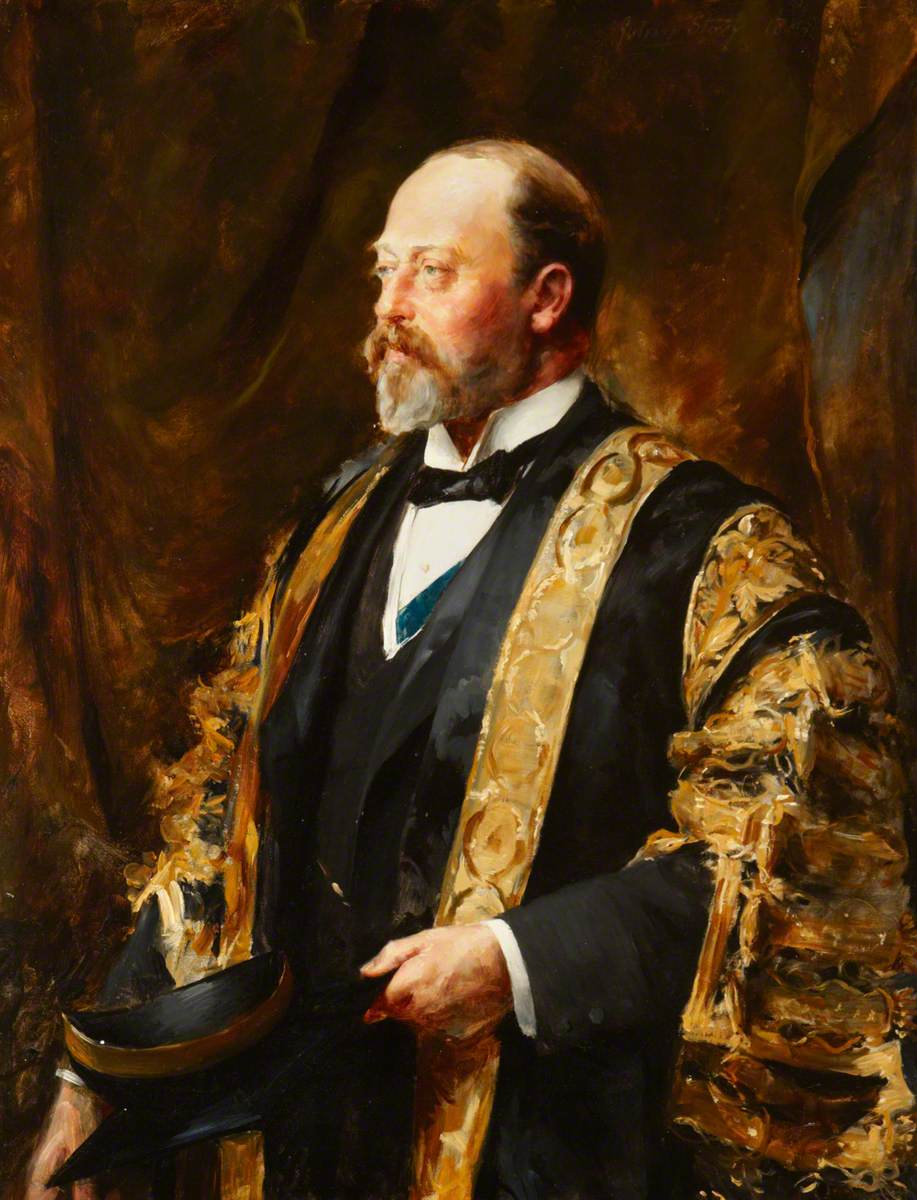
皇太子時代のエドワード7世